# Monroe Township (Darke County, Ohio)
Monroe Township ist eines von 20 Townships des Darke Countys im US-Bundesstaat Ohio. Nach der Volkszählung im Jahr 2000 waren hier 1674 Einwohner registriert.

## Geografie
Monroe Township liegt im äußersten Südosten des Darke Countys im Westen von Ohio und grenzt im Uhrzeigersinn an die Townships: Franklin Township, Newton Township im Miami County, Union Township (Miami County), Clay Township im Montgomery County, Harrison Township im Preble County, Twin Township und Van Buren Township.

## Verwaltung
Das Township wird durch ein Board of Trustees, bestehend aus drei gewählten Mitgliedern, verwaltet. Zwei Personen werden jeweils im Jahr nach der Präsidentschaftswahl gewählt und eine jeweils im Jahr davor. Die Amtszeit dauert in der Regel vier Jahre und beginnt jeweils am 1. Januar. Daneben gibt es noch einen Township Clerk (zuständig für Finanzen und Budget), der ebenfalls im Jahr vor der Präsidentschaftswahl auf eine vierjährige Amtszeit gewählt wird. Dessen Amtszeit beginnt jeweils am 1. April.